# الدوري القبرصي الدرجة الثانية 1966–1967
الدوري القبرصي الدرجة الثانية 1966–1967 هو الموسم 12 من الدوري القبرصي الدرجة الثانية. أشرف على تنظيمه اتحاد قبرص لكرة القدم، وكان عدد الأندية المشاركة فيه 11، وفاز فيه ASIL Lysi ‏.